# Озерной край (газета, Новая Ладога)

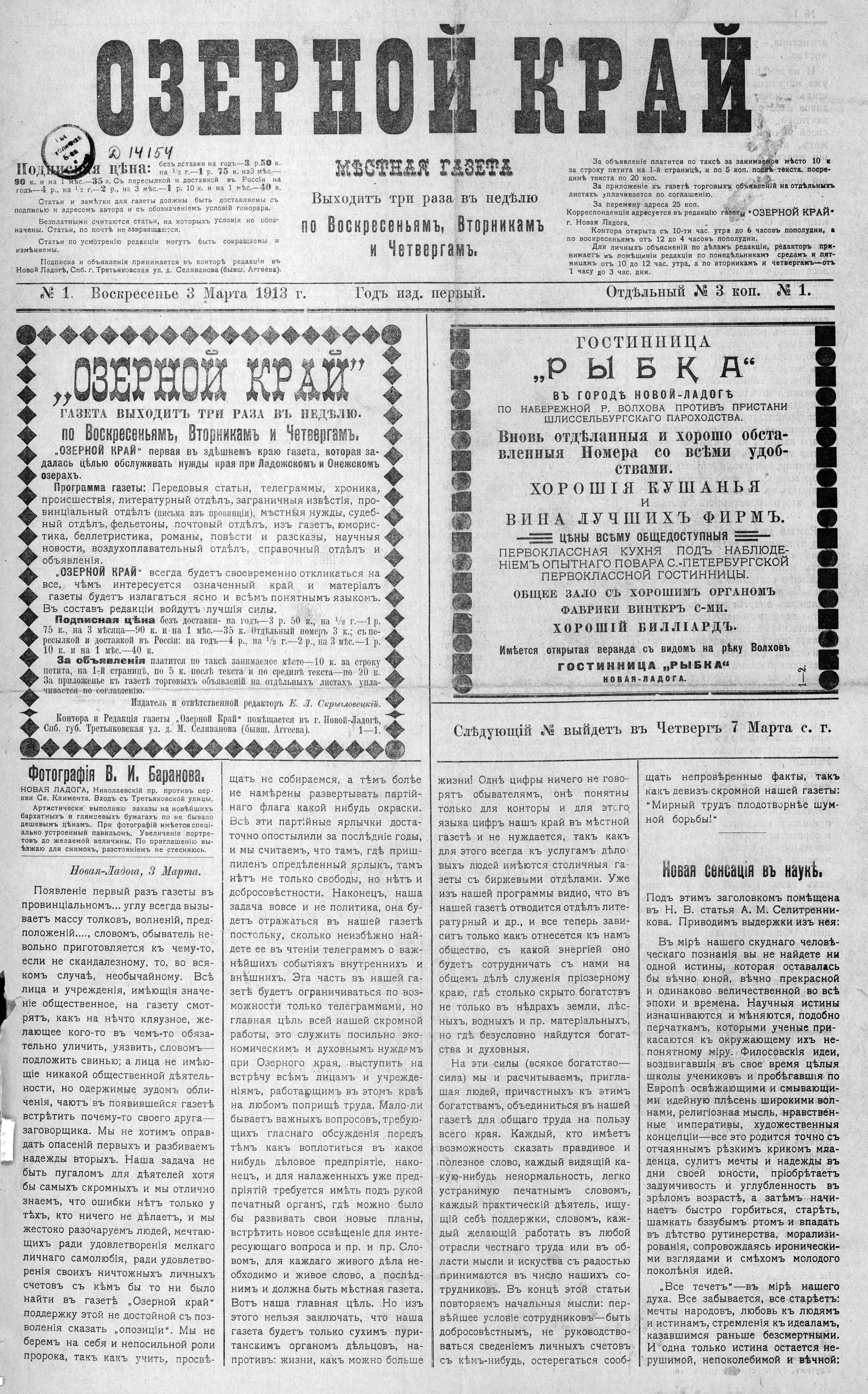
Первый номер газеты «Озерной край» - 3 марта 1913 года. Первая полоса газеты.

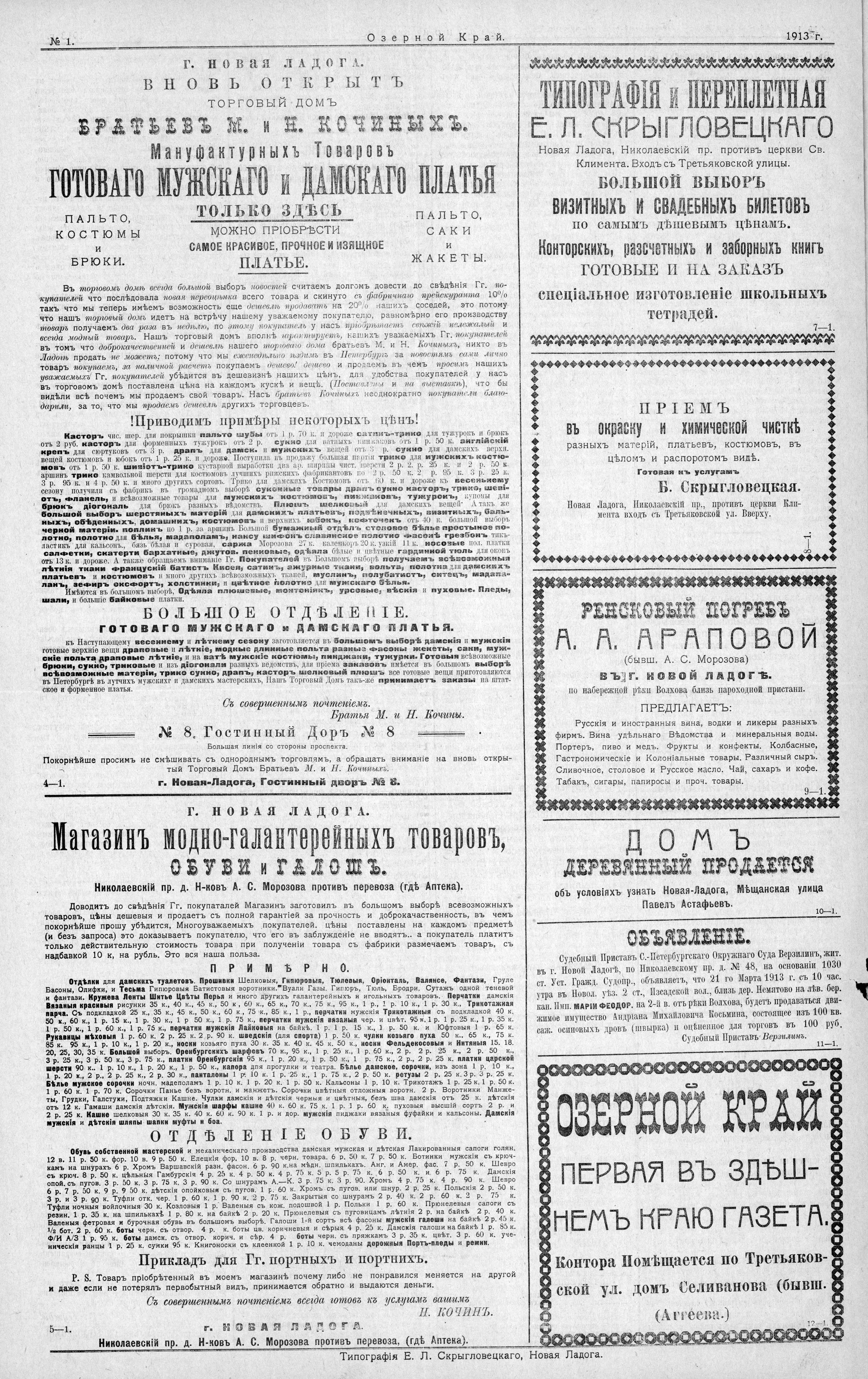
Газета "Озерной край" - первый номер, 4 полоса. 3 марта 1913 года.

«Озерной край» — газета Новоладожского уезда, издававшаяся в Новой Ладоге в 1913-1914 годах.
Первый номер газеты «Озерной край» вышел 3 марта 1913 года. Выходила она три раза в неделю -  по воскресеньям, вторникам и четвергам. Издание освещало местные, российские и мировые новости. Это первая местная газета Новоладожского уезда, чья территория ныне находится в Волховском районе.

## Газета
Девиз газеты – «Мирный труд плодотворнее шумной борьбы». Газета имела подписчиков и продавалась в магазинах торгового дома М.Кукина. Номер газеты стоил 3 копейки. Газета имела 4 полосы формата А2 (примерно формат газеты «Правда»).
За два года издания было отпечатано 165 выпусков газеты «Озерной край». В 1913 году вышло 113 номеров газеты. В 1914 году вышло 46 номеров издания. Последний 4-полосный номер вышел 13 августа 1914 года.
После стандартных номеров издания, в 1914 году, в разгар Первой мировой войны, стали выходить непронумерованные экстренные издания «Озерной край», посвященные, в основном, событиям, развернувшимся на фронтах мировой войны.
Последний номер экстренного издания «Озерной край» вышел 4 ноября 1914 года. Газета была закрыта, по всей видимости, в связи с появлением различных документов о военной цензуре, в частности, такого, как Временное положение о военной цензуре, утвержденное Именным Высочайшим указом на второй день после начала Первой мировой войны - 20 июля 1914 года. Возможно, другой причиной закрытия газеты послужил резкий рост расходов на печать газеты.

## Редакция и типография
Редакция газеты располагалась в Новой Ладоге на Третьяковской улице в двухэтажном доме М. Селиванова напротив Климентовской церкви. Здание не сохранилось, в настоящее время на этом месте дом поздней постройки (пр. К. Маркса, 56 – ул. Гагарина, 2). На первом этаже располагалась сама редакция, а на втором - офис, где принимались вещи на окраску и химчистку.
Типография располагалась в двухэтажном доме Благодарёвой на Николаевском проспекте, в этом же доме жила семья Скрыгловецких. По карте Новой Ладоги 1912 года – земельный участок Веры Кирилловны Благодарёвой находился там, где в настоящее время начинается проспект К. Маркса, на месте домов №2 и №4, на кольце.
Газета была интересна читателям, но с началом Первой мировой войны требования к печатным изданиям ужесточились. Издание печатало критические статьи о проблемах города и уезда, что осложнило отношения с местной властью. Осенью 1914 года выпуск газеты прекратился, хотя типография продолжала работать. В конце 1918 года типография была конфискована, а семья переехала в Петроград.
Последний номер газеты вышел 4 ноября 1914 года. Закрытие газеты связано с началом войны и введением военной цензуры.

## Статьи
В газете освещались наиболее значимые события городской жизни: вопросы улучшения городской инфраструктуры, деятельность торговцев, обязанности и налоги, возможность строительства железной дороги вблизи Новой Ладоги, выборы в земское уездное собрание, установка памятника Александру II, возможность открытия реального училища..
Корреспонденты газеты часто присутствовали на заседаниях городской думы. В сотом выпуске газеты было отмечено, что она стала неотъемлемой частью жизни жителей Ладоги. У газеты были подписчики, а её номера продавались в местных магазинах.
Газета с юмором критиковала местные порядки и вела раздел происшествий: полицейские сводки, пьяные драки и поножовщина, происшествия с детьми и домашними животными. Также подробно описывались выступления приезжих артистов. Публиковались длинные статьи об истории края.
В первом номере газеты от 3 марта 1913 года, на 3 полосе, к примеру, были опубликованы две характерные заметки - «Ужасное преступление» и «Случай из-за водки».  Ниже приводится текст с сохраненной орфографией.
«Ужасное преступление. Несколько дней назад, в сел. Мотохов Новоладожскаго узда, собака крестьянина Ивана Талова, принесла к колодцу труп младенца женскаго пола, при осмотре котораго оказалось: обе руки, нос и ухо отъеденными, лоб и часть головы обглоданными, в саду же крестьянина Каткова под яблонью, был найден передник со следами крови, в нем по всей вероятности и был завернуть младенец.
Сразу же пало подозрение на крестьянскую местную девицу, которая считалась беременною и после праздника Рождества Христова распространился уже слух, что она разрешилась от бремени. Сама же девица виновность отрицает и в этом не сознается. Дознание производится судебною властью.»
«Случай из-за водки. 17 сего февраля, в лесной будке близь дер. Колосарь Новоладожскаго уезда, крестьяне дер. Остров, Иван Егоров и Иван Пюшин, во время выпивки, поссорились из-за водки и последний схватив по близости стоящий чайник с кипятком, вылил Егорову на голову, от чего получилось ожоги лица и груди. Пострадавший для оказания медицинской помощи отправлен в больницу.»

## Осетр для императора
В газете «Озерной край»  от 21 июня 1913 года описан случай, когда удачливый новоладожский крестьянин поймал в озере трехпудового осетра и решил подарить его царю. На буксире привез осетра в Петербург, на Неве напротив Зимнего дворца положил его в большую лоханку и живым доставил во дворец.
Император щедро одарил подносчика присылкой ответного дара - золотыми часами с орлом фабрики Буре и «при бумаге». «Теперь владелец этих часов очень рад и почти каждому встречному показывает щедрый дар от царя», - сообщала газета.

## Редактор и издатель
Редактором и издателем газеты «Озерной край» был Ефроим Лейб (Ефраим-Лейб Ильич) Скрыгловецкий (23.11.1874 - 01.01.1942).
Ефроим Лейб Скрыгловецкий родился в Новгороде 23 ноября 1874 года[1], до 1917 года он был приписан к сословию новгородских мещан, хотя проживал в разных местах. Его отец Элеофроим Скрыгловецкий происходил из местечка Скрыгалов Гомельской области Беларуси, отсюда, возможно, и фамилия. Он рано остался без родителей, в 15 лет был отдан в рекруты и служил рядовым в военно-рабочей роте I-го Округа путей сообщения, после чего выбрал Новгород местом жительства, где женился и родился его сын Ефроим.
В 1900 году Ефроим женился в местечке Яновичи Витебской губернии, где родилась его дочь Бэлла. Первые сведения о Скрыгловецком-издателе известны с 1906 года: он жил в Нарве, имел типографию, издавал газету «Бесплатный листок объявлений» и печатал брошюры.
В 1910 году семья переехала в Новую Ладогу, где жили родители жены. Рувим Завозин, служащий Новоладожской дистанции пути Мариинской водной системы, содержал чайную и комнаты для приезжих. Ефроим продолжил дело в типографии и переплётной мастерской, открывшихся в доме Благодарёвой на Николаевском проспекте.
В типографии печатались учебные пособия, отчёты организаций и брошюры, такие как «Как поставить внеклассное чтение учащихся» (1911), «Творческое начало в изложении мыслей. Образцы разработки тем для училищ Новоладожского уезда» (1915) и «Первоначальные орфографические и стилистические упражнения в начальной школе» (1913). Последнее пособие составил учитель земской школы села Иссад Николай Васильевич Кудряшов.
16 июля 1912 года Е.Скрыгловецкий обратился к Санкт-Петербургскому губернатору с прошением о разрешении издания газеты в Новой Ладоге по программе общих периодических изданий. Планировалось выпускать газету три раза в неделю в собственной типографии, а редактировать ее будет сам издатель. Первоначальное название газеты было «ОзернЫЙ край», но затем было изменено на «ОзернОЙ край». Разрешение на издание было получено 17 сентября 1912 года.
Однако, выход первого номера газеты задержался на 5,5 месяцев. Возможно, причиной стал арест издателя. В начале октября новоладожский исправник К.Н. Хладовский сообщил в губернское правление, что Е.Скрыгловецкий был привлечён к ответственности по статьям 38, 140, 142 Устава о наказаниях и присуждён к аресту на два месяца. Он подал жалобу в уездный съезд, и дело было назначено к разбирательству 24 октября. Возможно, он был арестован за нарушение общественной тишины в публичных местах. Однако, первый номер газеты вышел 3 марта 1913 года.
В 1918-1919 годах типография Ефронима Скрыгловецкого была конфискована, и семья переехала в Петроград[1]. Он работал на железной дороге, в Оятской артели, Волосовской сельхозкооперации, товариществе «Рекорд», типографии Печатного двора и «Профинтерн». Также он содержал переплётную мастерскую на улице Чайковского, дом № 60. Его старшая дочь окончила медицинский институт, Сара – фармацевтический техникум, Мириам – бухгалтерский, а Эля и Хаим-Шимон – электротехнический.
В 1935 году заведующий пенсионным пунктом Смольнинского района, где Скрыгловецкий получал пенсию, оказался его бывшим работником. Он написал в спецсектор райсовета, требуя проверки Скрыгловецкого на предмет лишения голоса и пенсии как эксплуататора.
Когда началась Великая Отечественная война, он отказался уезжать в эвакуацию и отговаривал родных. Он умер в новогоднюю ночь 1942 года в блокадном Ленинграде. Место его захоронения неизвестно.